# Ester Soré
Ester Soré, seudónimo de Marta Yupanqui Donoso (Santiago, 27 de mayo de 1915 - ibíd., 6 de septiembre de 1996), fue una cantante de bolero y folclore y actriz chilena, considerada una de las principales entretenedoras de mediados del siglo XX en su país. Fue nombrada como «figura fundamental de la música chilena» por la Sociedad Chilena del Derecho de Autor (SCD) en 1993.

## Biografía
Comenzó su carrera en la década de 1930 en la emisora de La Chilena Consolidada en Santiago (posteriormente Radio del Pacífico), donde cantaba y actuaba en radioteatros. En 1938 fue la intérprete de la canción «¿Quién será presidente?» de la campaña presidencial de Pedro Aguirre Cerda, candidato del Frente Popular. Ese mismo año ganó el concurso «Miss Radio» de la revista Ercilla, cuyo premio fue presentarse en la Radio Belgrano de Buenos Aires, Argentina. Al año siguiente realizó su primera gira musical en Chile, actuó en su primera película, Dos corazones y una tonada, y editó su primer disco, que incluía las canciones «Como el agüita fresca» y «Llanto del cielo».
La década de 1940 marcó la consagración de Soré, conocida popularmente como «la Negra Linda», grabando numerosos discos, incluyendo tonadas (como «Morenito de mi alma» de Nicanor Molinare y Donato Román y «La yegüita» de Román), vals (como «Chiquilla» de Molinare y Román y «Nostalgia de amor» de Bernardo Lacasia), y otros géneros como corridos, mapuchinas, blues, foxtrot y pasodobles. También participó en varias películas como Bar Antofagasta (1941), Barrio azul (1941), Un hombre de la calle (1942), Casamiento por poder (1945), El amor que pasa (1946), Si mis campos hablaran (1947) y Tonto pillo (1948). En 1948 comenzó a grabar las canciones de Clara Solovera, compositora hasta entonces desconocida, siendo la primera de ellas la popular tonada «Chile lindo». En los años 40, al igual que otros artistas (como Las Hermanas Loyola), se mantuvo identificada con la izquierda y en particular con el Partido Comunista, participando en actividades de recolección de fondos.
Realizó giras por países latinoamericanos como Argentina, Uruguay y Paraguay (en 1951), y Perú, Ecuador, Colombia y Venezuela (en 1954). Sufrió dos problemas de salud que mermaron el desarrollo de su carrera, uno̘ en julio de 1960, en un choque del bus que la llevaba con un camión en Codegua, donde sufrió el corte de su lengua, y en 1962, cuando tuvo una parálisis facial. A pesar de ello, se presentó junto al Dúo Leal-Del Campo el 7 de junio de ese año con ocasión de la sexta fecha de la Copa Mundial de Fútbol de 1962, en el Estadio Nacional. Así conoció al folclorista Pedro Leal, con quien se casó en 1965. Dos años antes, Soré y el dúo participaron en el IV Festival Internacional de la Canción de Viña del Mar con la canción «La dama blanca».
Soré se retiró de los escenarios en la década de 1970, y se dedicó a la academia de folclore que abrió junto a su marido en 1974. Falleció en 1996 por un coma diabético.